# Ratpenat papallona de Beatrix
El ratpenat papallona de Beatrix (Glauconycteris beatrix) és una espècie de ratpenat de la família dels vespertiliònids que es troba a Angola, la República Centreafricana, la República Democràtica del Congo, Costa d'Ivori, Guinea Equatorial, el Gabon, Ghana, Kenya i Nigèria.